# Alabama Crimson Tide

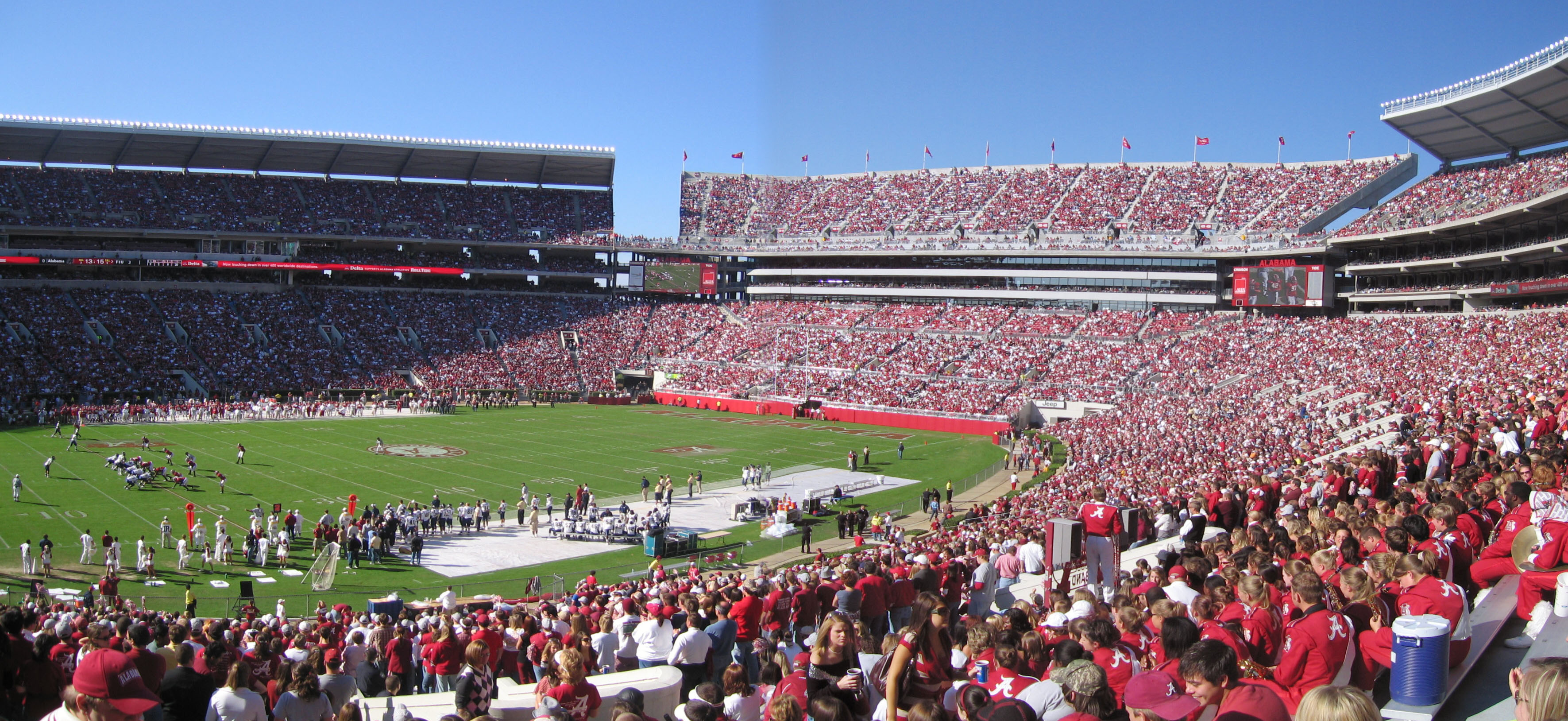
Bryant–Denny Stadium.

Alabama Crimson Tide (español: Marea carmesí de Alabama) es el nombre de los equipos deportivos de la Universidad de Alabama, situada en Tuscaloosa, Alabama. Los equipos de los Crimson Tide participan en las competiciones universitarias organizadas por la NCAA, y forman parte de la Southeastern Conference. 

## Deportes

### Fútbol americano
El equipo de fútbol americano de la Universidad de Alabama es uno de los más antiguos de los Estados Unidos ya que comenzó a competir en 1892. Su programa se ha convertido desde entonces en el de mayor tradición del país, ya que a lo largo de su historia ha ganado 18 campeonatos nacionales, en los años 1925, 1926, 1930, 1934, 1941, 1961, 1964, 1965, 1973, 1978, 1979, 1992, 2009, 2011, 2012, 2015, 2017 y el más reciente en 2020.
Alabama logró 29 títulos de Conferencia, los más recientes en 1999, 2009, 2012, 2014 y 2015. Ha jugado 61 bowls y ha ganado 35, más que ninguna otra universidad. Entre ellos, se destacan uno triunfo en el College Football Playoff National Championship en la temporada 2015, tres triunfos en el BCS National Championship Game en las temporadas 2009, 2011 y 2012, cuatro Rose Bowl en 1925, 1930, 1934 y 1945, ocho Sugar Bowl en 1961, 1963, 1966, 1975, 1977, 1978, 1979 y 1993, cuatro Cotton Bowl en 1941, 1980, 2005 y 2015, y cuatro Orange Bowl en 1942, 1952, 1962 y 1965.
El equipo juega de local en el Bryant-Denny Stadium, con capacidad para 101,821, siendo el séptimo estadio más grande del país.
Como dato curioso, los quarterbacks de los tres primeros Super Bowl provenían de esta universidad.

### Baloncesto
El equipo de baloncesto ha estado siempre a la sombra del de fútbol, y nunca han conseguido posiciones relevantes a nivel nacional. Ha ganado a lo largo de su historia en 6 ocasiones el título de conferencia, y en 7 ocasiones ha estado presente entre los 16 mejores de la NCAA. Hay varios jugadores que han llegado a la NBA, habiendo salido de sus aulas, entre ellos cabe destacar:
| Nombre           | Equipo                 | Draft | Actual              | Reconocimientos                                                       |
| ---------------- | ---------------------- | ----- | ------------------- | --------------------------------------------------------------------- |
| Robert Horry     | Houston Rockets        | 1992  | Retirado            | 7 veces Campeón de la NBA: (1994, 1995, 2000, 2001, 2002, 2005, 2007) |
| Latrell Sprewell | Golden State Warriors  | 1992  | Retirado            | Mejor quinteto de la NBA (1994)                                       |
| Antonio McDyess  | Denver Nuggets         | 1995  | Retirado            | Sídney 2000 y All-Star (2001)                                         |
| Gerald Wallace   | Sacramento Kings       | 2001  | Retirado            | Mejor quinteto defensivo de la NBA (2010)                             |
| Mo Williams      | Utah Jazz              | 2003  | Retirado            | All-Star (2009) y Campeón de la NBA: (2016)                           |
| Alonzo Gee       | Portland Trail Blazers | 2009  | Retirado            |                                                                       |
| JaMychal Green   | Memphis Grizzlies      | 2012* | Denver Nuggets      |                                                                       |
| Collin Sexton    | Cleveland Cavaliers    | 2018  | Cleveland Cavaliers |                                                                       |